# Otto von Ende
Otto Leopold Freiherr von Ende (* 31. Dezember 1795 in Dresden; † 2. Mai 1856 in Berlin) war Gutsbesitzer auf Altjeßnitz, kgl. sächsischer Kammerherr und Mitglied des Preußischen Herrenhauses.

## Leben
Otto von Ende entstammt einem Zweig der kursächsischen Adelsfamilie von Ende, der seit 1694 das Gut Altjeßnitz, Kreis Bitterfeld gehörte. Er war Sohn des königlich preußischen Legationsrates, dann königlich sächsischen Geheimrates Dietrich Karl Leopold von Ende (1753–1813). Nach dem Tod seines Vaters erbte er 1813 als Majoratsherr Altjeßnitz und als Lehnsherr Trinum. Von 1814 bis 1820 studierte er Rechtswissenschaften u. a. in Leipzig, es folgten Bildungsreisen in die Schweiz, nach Irland und Schottland. Ende bewirtschaftete den Gutsbesitz seines Familienzweiges, zu dem neben Altjessnitz noch die Lehengüter Trinum in Anhalt-Köthen und Dittersbach in Sachsen gehörten. Mit dem Wiener Kongress 1815 kam das bis dahin sächsische Altjessnitz an Preußen.
1855 wählte der Verband des alten und befestigten Grundbesitzes Ober-Sachsen von Ende als deren Vertreter ins preußische Herrenhaus. Er war zudem Ordensritter des Johanniterordens.
Otto von Ende heiratete am 19. September 1832 in Bern Charlotte Fitz-Gerald (1805–1853), Tochter des britischen Infanteriegenerals und Parlamentsabgeordneten Sir John Fitz-Gerald, und hatte mit ihr sechs Kinder, u. a. die Söhne:
- Heinrich (1833–1891) ⚭ 1865 Klara von Berenhorst (1834–1923)
- Otto (1836–1910) ⚭ 1869 Elisabeth Gräfin von Pfeil und Klein-Ellguth (1851–1928)